# Esaias Fellman
Esaias Mansueti Fellman, även kallad Ijander eller Bothniensis, född 1620 i Ijo, död 1697 i Kemijärvi, var en av de två första finländska prästerna i Kemi lappmark.
Esaias Mansueti Fellman var son till Mansuetus Jakobi som var kyrkoherde i Ijo 1616, Paldamo 1620 och Sotkamo 1647. Efter att ha blivit student vid Kungliga Akademien i Åbo 1648 förordnades Esaias Mansueti Fellman samma år som präst i den nyinrättade Enare församling, en av lappmarkens två första. I den andra lappmarksförsamlingen, Kemijärvi, stationerades Jakob Lapodius. Sedan denne avlidit 1660 flyttade Fellman till Kemijärvi och gifte sig med Lapodius änka Anna Hansdotter (död 1707). Fellman verkade därefter ensam som präst i Kemi lappmark fram till 1669, då Gabriel Tuderus tillträdde som kaplan i Enare.
Sonen Esaias Fellman (1675–1736) efterträdde fadern som kaplan i Kemiträsk 1698. Därefter verkade personer från släkten som präster inom lappmarken ända fram till 1832. Den siste var Esaias Mansuetis sonsons sonson Jakob Fellman (1795–1875). Både denne och hans son Isak Fellman (1841–1919) gjorde stora vetenskapliga insatser för den finländska lappmarken.
Fellman har kallats "lapparnas apostel". Som nybliven präst bedrev han omvändelse- och folkbildningsarbetet så, att när han anlänt hade de flesta invånarna i provinsen hedningar, och när han lämnade den var alla församlingsborna döpta och de flesta kunde läsa finska. Fellman ivrade också för lappmarkens uppodling.